# وادي اليابس

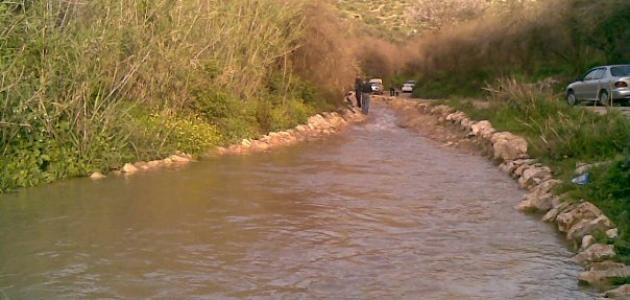

وادي اليابس وأطلق عليه وادي الريّان أيضاً، ويقع إلى الشمال من مدينة عجلون- الأردن وإلى الغرب الجنوبي من مدينة إربد في شمال الأردن. وهو وادي غزير المياه ويمتاز باختلاف تضاريسه من جبال إلى سهول وقيعان ووديان وانتشار عيون الماء في هذا الوادي سمه بارزه ومميزه له.
تنتهي فيه الأمطار الهابطة من مرتفعات رحابا وراسون وغيرهما من المناطق. ويصب الوادي في النهاية في نهر الأردن، بعد أن يمر في شرحبيل بن حسنة، وهي أرض ضريح شرحبيل بن حسنة والتي عرفت باسمه، في بقعة تنخفض 252 متراً عن سطح البحر. كما أن الوادي يقدَّر جريانه بما معدله خمسة ملايين متر مكعب.
وادي اليابس يعتبر مقصدا سياحيا حيث أنه يتوجد به الكثير من المناطق الطبيعية الخلابة الزراعية والمائية والأثرية ومقام الصحابي شرحبيل بن حسنة مقصدا للسياحة الدينية بعد الأعمار الهاشمي لأضرحة ومقامات الصحابة في غور الأردن.

تعتبر منطقة وادي الريان من أكثر المناطق الحيوية الخصبة وإنتاجا للمحاصيل الزراعية مثل الخضار والحمضيات والموز والنخيل، وقد اشتهرت بذلك منذ الأزل والشاهد على ذلك المساحات الشاسعة من الأراضي الزراعية ومزارع النخيل التي اتخذت من هذه المناطق مركزا حيويا لإنتاج التمور بأنواعها.

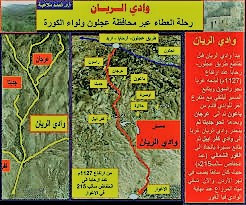

## وادي الريان في الأردن
وادي الريان أو وادي اليابس كما عرف سابقا ويقع شمال محافظة عجلون في المملكة الاردنية الهاشمية ، وإلى جنوب غرب مدينة إربد الواقعة شمال الأردن يمتاز بغزارة مياهه وعيون الماء المنتشرة فيه بالإضافة إلى تنوعع تضاريسه حيث يحتوي على جبالٍ ووديانٍ وسهول.

### سبب التسمية
تعود التسمية إلى اليبوسيين، وبجانبه المدينة التاريخية يابيش جلعاد التي تقع آثارها وبقاياها فيما يعرف اليوم تل الخرز على جانب الوادي. ورد يابيش في العهد القديم عدة مرات، منها القصة عن مدينة يابيش جلعاد، التي دفن أهلها شاؤول وابنه بعدما قتله اهل باشان وعلقا جثتيهما على أسوار المدينة 

### معلومات عامة عن الوادي
- مقصدا سياحيا مهما للسياح والزوار.
- يوجد في الوادي العديد من المزارات الدينية، حيث يقع هناك العديد من أضرحة الصحابة.

- منطقة وادي الريان من أكثر المناطق الحيوية الخصبة وإنتاجا للمحاصيل الزراعية مثل الخضار والحمضيات والموز والنخيل.
- يعمل سكان الوادي بشكل رئيسي في مجال الزراعة بالإضافة لمجالاتٍ أخرى كالتجارة والصناعة.
- يشتهر الوادي بإنتاج العديد من أهم المحاصيل الزراعية التي تُصدّر حول العالم ومن أهم تلك المحاصيل الحمضيات بأنواعها والخضار والموز.[2]